# Franz Alexander (Nassau-Hadamar)

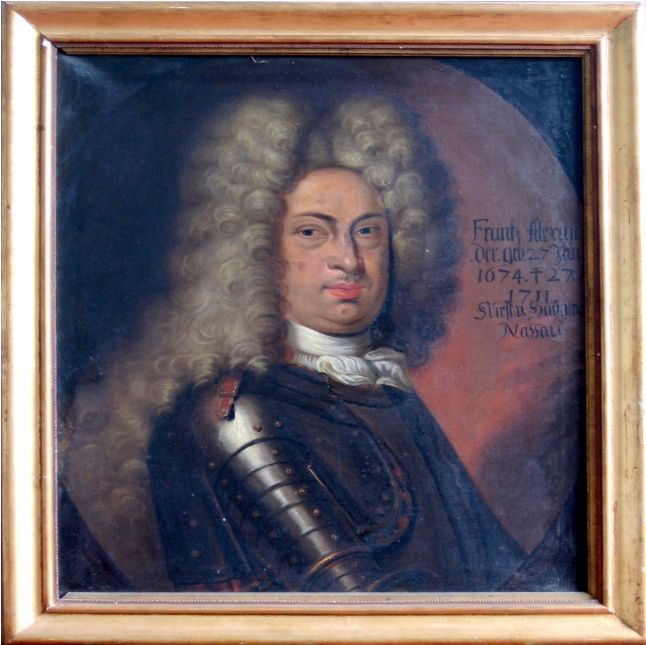
Porträt Franz Alexanders im Stadtmuseum Hadamar

Franz Alexander von Nassau-Hadamar (* 27. Januar 1674 in Hadamar; † 27. Mai 1711 ebenda) war der letzte Fürst von Nassau-Hadamar.

## Leben

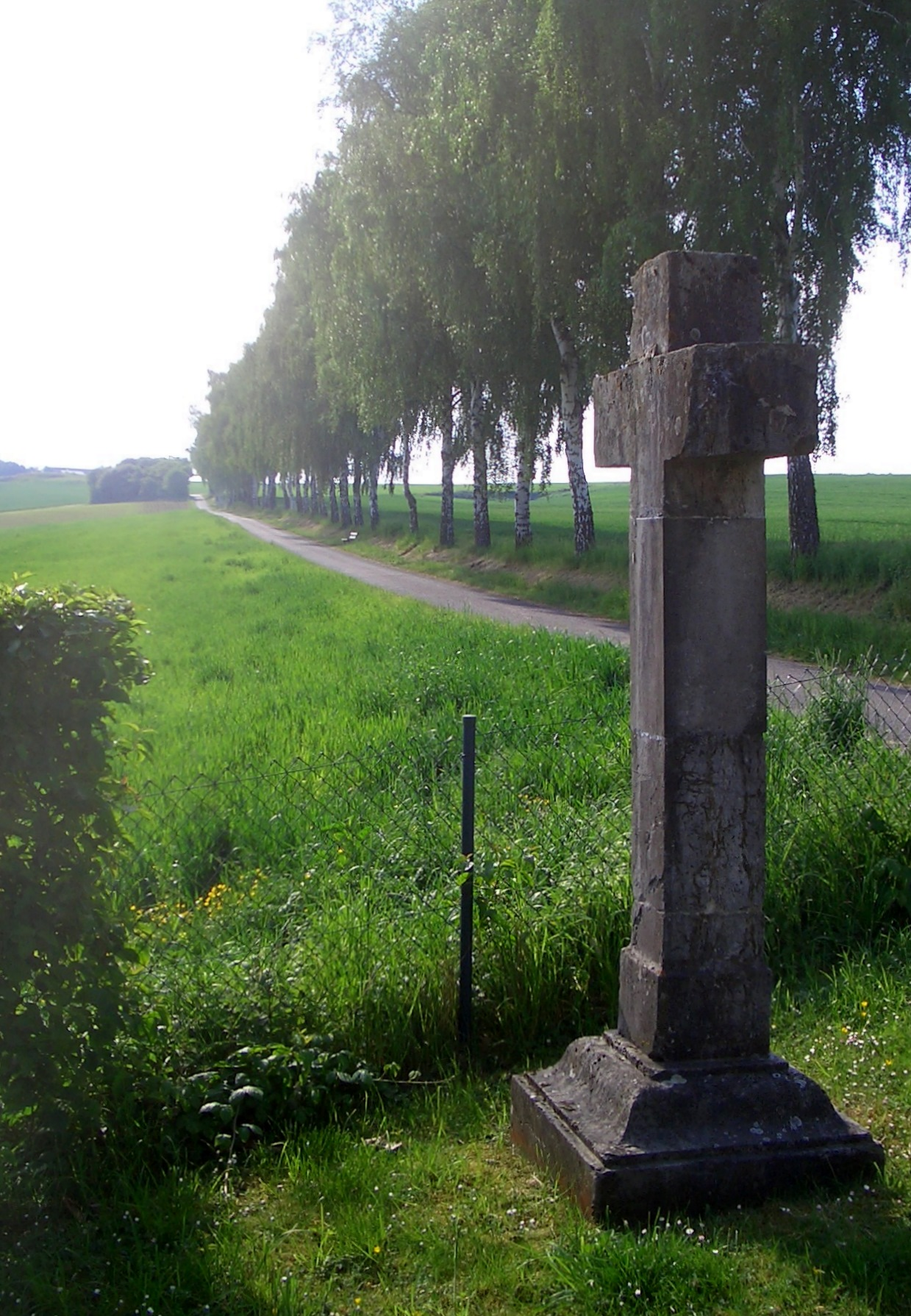
Gedenkkreuz für Franz Alexander nahe der Hammelburg (Limburger Tor) in Hadamar

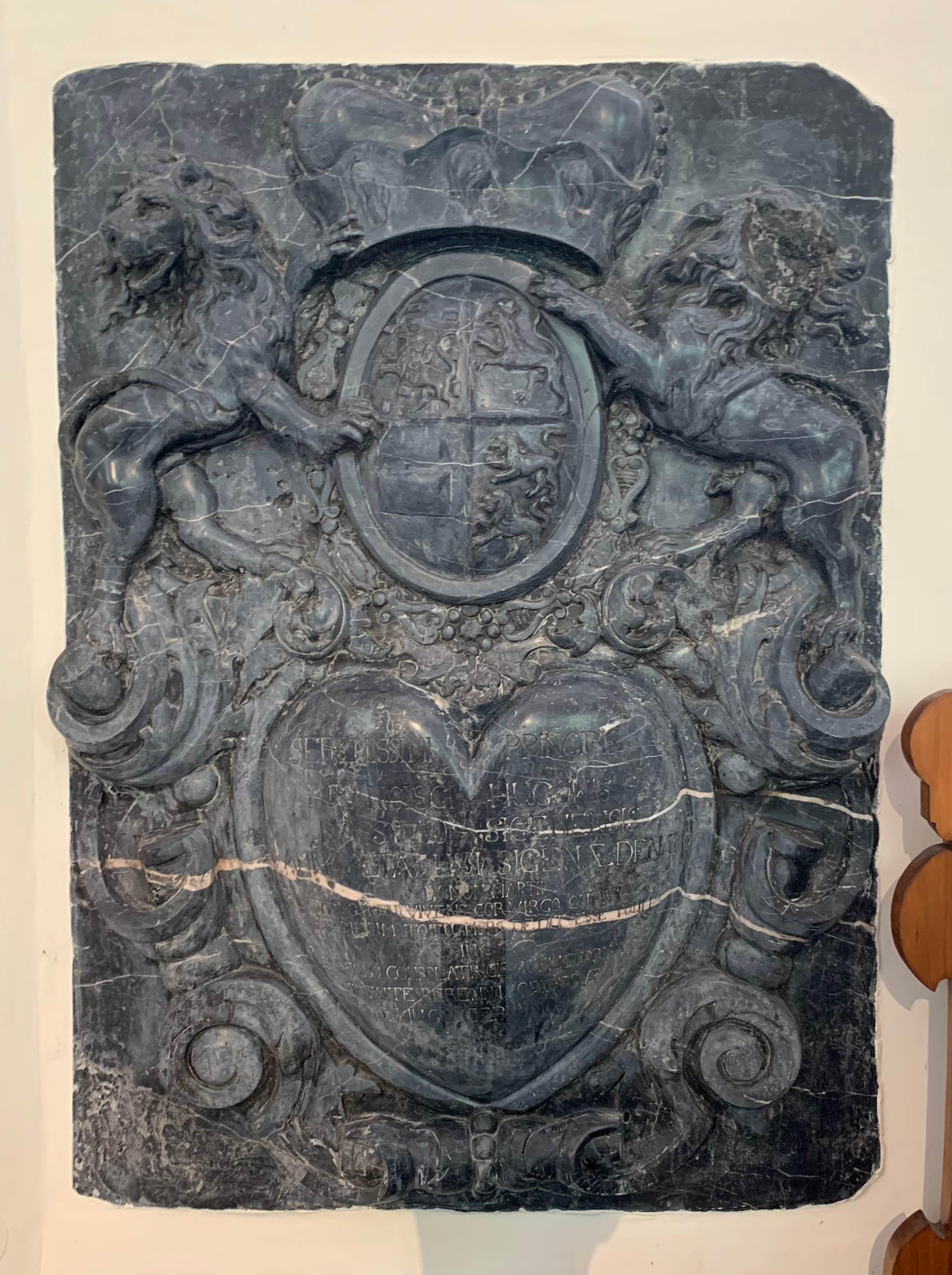
Herz-Epitaph von Franz Alexander in der Hadamarer Herzenbergkapelle

Franz Alexander war der Sohn von Moritz Heinrich von Nassau-Hadamar (* 23. April 1626; † 24. Januar 1679) und seiner zweiten Ehefrau Maria Leopoldine von Nassau-Siegen (1652–1675). Schon im Alter von fünf Jahren wurde er Fürst von Nassau-Hadamar. Sein Vormund und gleichzeitig Regent von Nassau-Hadamar wurde sein Onkel Franz Bernhard (* 21. September 1637; † 15. September 1695). 1710 wurde Franz Alexander zum Richter am Reichskammergericht in Wetzlar ernannt und am 28. Januar 1711 vereidigt.
Sein Leben endete tragisch infolge eines Sturzes von seinem Pferd nahe dem Limburger Tor (heutiger Name: Hammelburg) in Hadamar. Sein Leichnam wurde in der Robe des Reichskammerrichters in der Fürstengruft unter der Hadamarer Franziskanerkirche auf dem Mönchsberg beigesetzt; sein Herz dagegen fand seine letzte Ruhestätte – wie 16 Jahre zuvor das seines Onkels Franz Bernhard – in der Marienkapelle auf dem Herzenberg.
Am Ort des tödlichen Unfalls wurde ein Gedenkkreuz errichtet mit der Inschrift:
VERGES ICH DEIN - VERGIS O GOTT MEIN
F.A.F.Z.N.H.
ANNO 1711 D. 26. MAY.
(F.A.F.Z.N.H. = Franz Alexander Fürst zu Nassau-Hadamar)
Das Kreuz wurde später versetzt und findet sich heute rund 300 m weiter südöstlich am Ortsrand von Hadamar, aber immer noch an jenem alten Weg, der damals von Hadamar nach Limburg führte.

## Ehe und Nachkommen

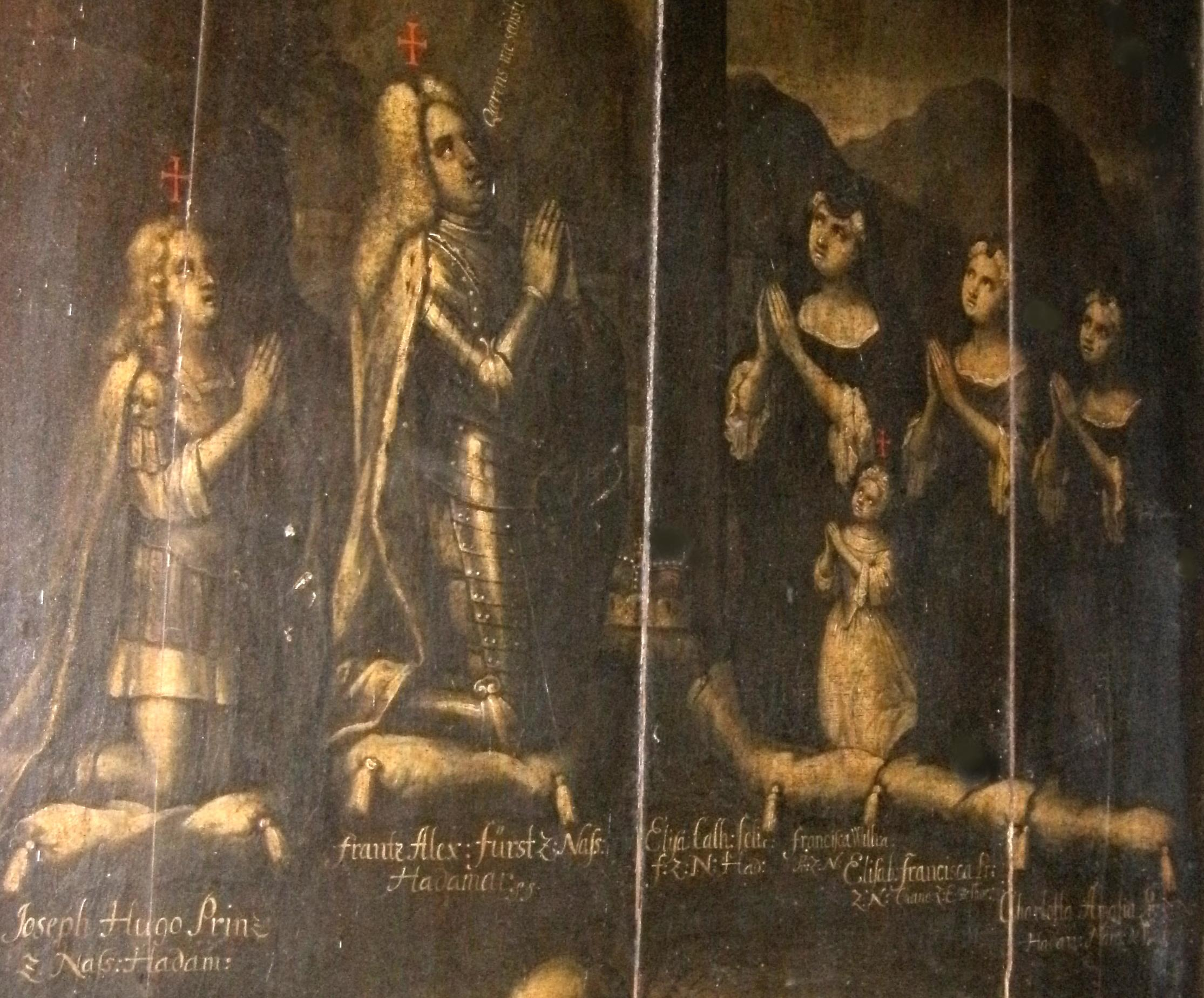
Die Familie des Fürsten Franz Alexander beim Gebet (Ausschnitt)

Am 18. Oktober 1695 heiratete Franz Alexander in Lovosice (Böhmen) Elisabeth Catharina Felicitas von Hessen-Rotenburg (* 14. Februar 1677 auf Burg Rheinfels bei St. Goar; † 15. Mai 1739 in Diez, beigesetzt im Franziskanerinnenkloster St. Martin bei Boppard), die Tochter von Wilhelm dem Älteren von Hessen-Rheinfels-Rotenburg. Das Paar hatte folgende Kinder:
1. Franziska Maria Anna Wilhelmina (* 16. September 1696; † 18. Juni 1697)
2. Elisabeth (* 21. September 1698; † 2. Oktober 1724 in Roermond), später Nonne in Thorn und Essen
3. Joseph Hugo (* 18. April 1701; † 6. Dezember 1708)
4. Charlotte Wilhelmine (* 21. September 1703; † 25. September 1740) ⚭ am 29. September 1721 Jean Philippe Eugène de Merode-Westerloo (1674–1732).

1705 trennten sich die Ehegatten. Vermutlich war Ernestine, die Schwester der Fürstin, Anlass für die zunehmenden Spannungen zwischen den beiden gewesen. Doch auch nachdem Ernestine in das Kloster Altenberg bei Wetzlar eingetreten war, fanden die Eheleute trotz Vermittlungsversuchen von Johann Hugo von Orsbeck, Wetzlarer Kammerrichter und Trierer Fürstbischof, sowie Kaiser Joseph I. nicht mehr zueinander. Seine Gattin, Fürstin Elisabeth, lebte von nun an getrennt von den Kindern meist im Schloss Mengerskirchen. Ein neuerlicher Aussöhnungsversuch mit Franz Alexander am 23. Oktober 1708 in Hadamar scheiterte. Nur der Tod des gemeinsamen Sohnes und Erbprinzen Joseph Hugo führte beide noch einmal in Hadamar zusammen.
Als Franz Alexander im Mai 1711 starb, hinterließ er somit keinen männlichen Nachkommen, und so erlosch die Nassau-Hadamarische Fürstenlinie. Das Fürstentum fiel nach langen Verhandlungen im Jahre 1717 an die nassauischen Agnaten, die männlichen Regenten von Nassau-Diez, Nassau-Dillenburg, Nassau-Siegen (katholische Linie) und Nassau-Siegen (reformierte Linie). Kaiser Karl VI. gab dieser Regelung erst 1728 seine Zustimmung. Die Stadt Hadamar gelangte im Zuge dieser Erbteilung an das Haus Nassau-Siegen (katholische Linie).
An der Stirnseite der Gruft der Hadamarer Fürsten unter der ehemaligen Franziskanerkirche auf dem Ägidienberg findet sich ein Gemälde, das den Fürsten zeigt, wie er kniend im Kreise seiner Familie zum gekreuzigten Jesus betet. Über den Köpfen der Verstorbenen – Franz Alexander, Joseph Hugo und Franziska Wilhelmina – sind rote Kreuze aufgemalt. Franz Alexander trägt eine metallene Rüstung; neben ihm liegt eine mit Perlen und einem golden-schimmernden Kreuz verzierte Krone.
Franz Alexanders Witwe Elisabeth Katharina Felicitas heiratete am 6. September 1727 in Nürnberg den fast 14 Jahre jüngeren, ebenfalls verwitweten Grafen Anton Ferdinand von Attems. Dieser hatte mit seiner ersten Frau Marie Auguste Freiin von Ow zu Hirrlingen auf Schloss Sterneck gelebt.
Elisabeth Katharina Felicitas starb im Alter von 62 Jahren am 15. Mai 1739 in Diez an der Lahn.

## Bauwerke

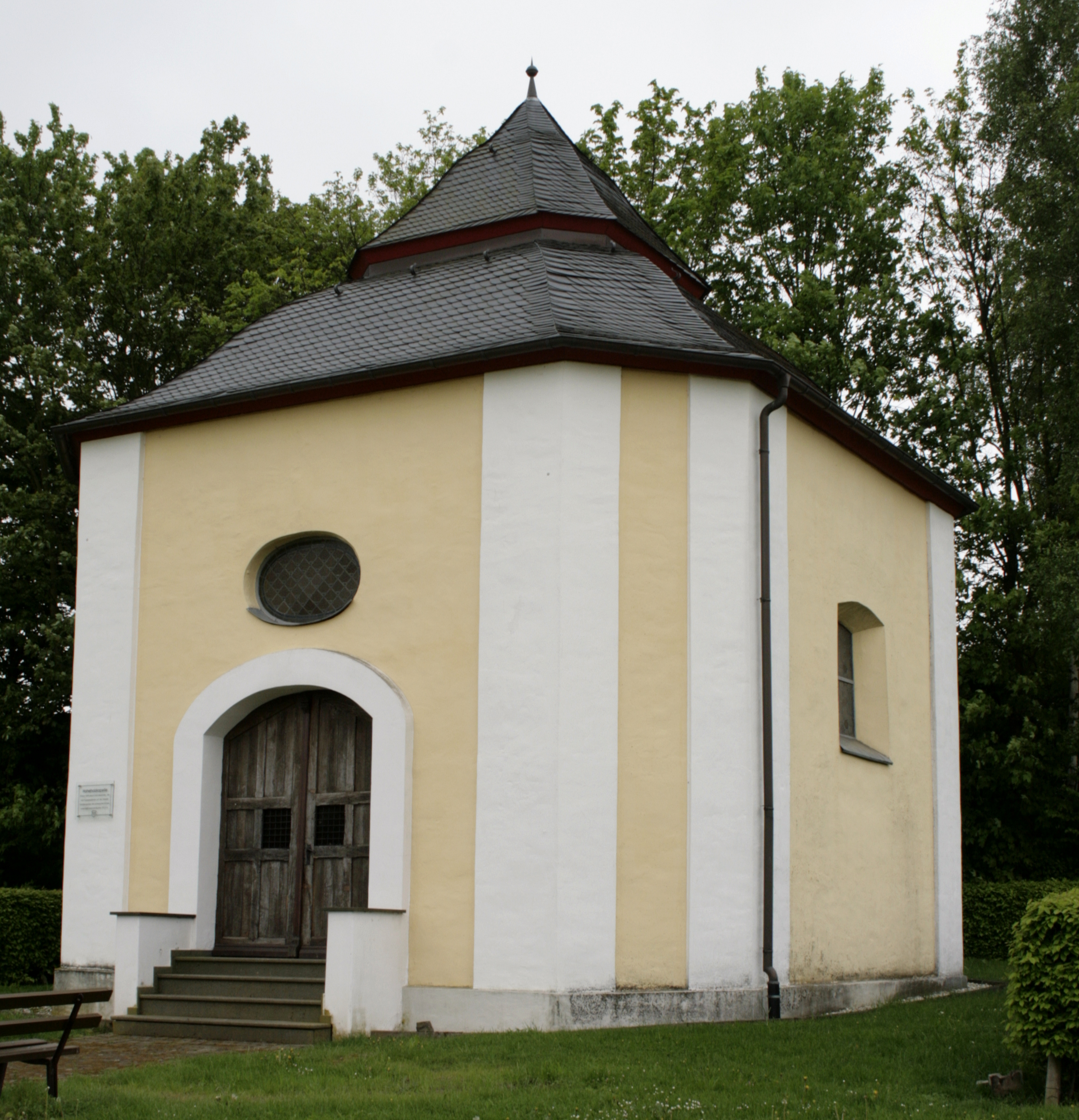
Hoheholzkapelle

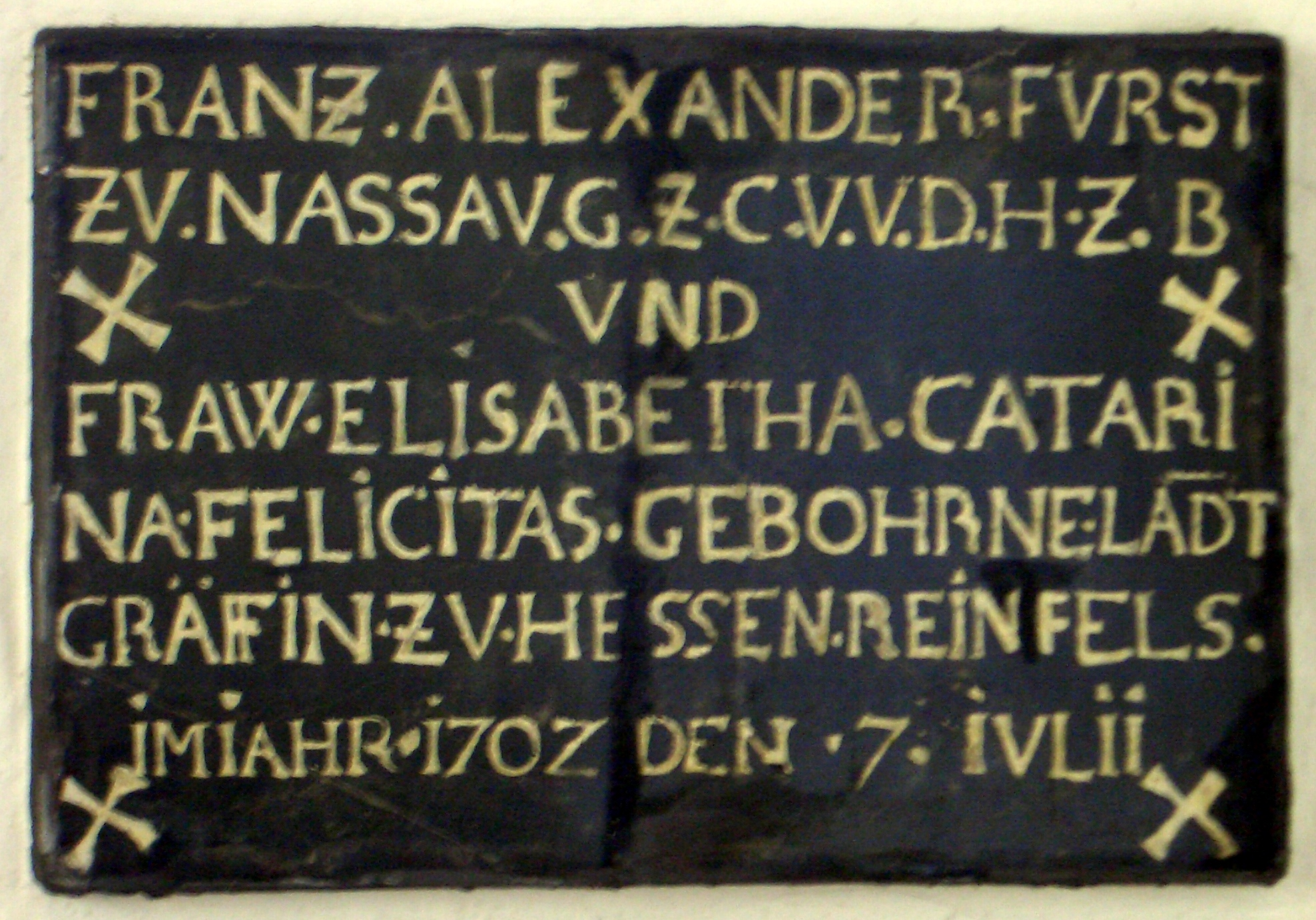
Stifterinschrift in der Steinbacher Nothelferkapelle

Franz Alexander ließ in Hadamar und Umgebung eine Reihe beeindruckender Baumaßnahmen durchführen. Neben der Stuckausstattung des Hadamarer Schlosses entstanden drei Kapellen:
- 1699 die Hoheholzkapelle westlich von Hadamar
- 1702 die Nothelferkapelle im Ortsteil Steinbach, ursprünglich errichtet als Marienkapelle
- 1706 die Kreuzkapelle im Ortsteil Niederzeuzheim